# Nazionale maschile di pallacanestro della Cecoslovacchia
La nazionale maschile di pallacanestro della Cecoslovacchia ha rappresentato la Cecoslovacchia nelle competizioni internazionali di pallacanestro organizzate dalla FIBA dal 1935 al 1993, anno della dissoluzione dello Stato, con conseguente scioglimento della squadra nazionale in quella della Rep. Ceca e della Slovacchia. Era gestita dalla defunta Federazione cestistica della Cecoslovacchia.

## Storia
Pur non avendo mai ottenuto dei grandi successi alle Olimpiadi né ai Mondiali, la Cecoslovacchia maschile era una presenza costante agli Europei, che ha vinto nel 1946: è questa l'unica vittoria, ottenuta a scapito dell'Italia.
Ha conquistato ben sei argenti e cinque bronzi agli Europei, trovandosi a fronteggiare la fortissima Unione Sovietica.

## Piazzamenti
Olimpiadi
- 1936 - 9°
- 1948 - 7°
- 1952 - 9°
- 1960 - 5°
- 1972 - 8°
- 1976 - 6°
- 1980 - 9°

Mondiali
- 1970 - 6°
- 1974 - 10°
- 1978 - 9°
- 1982 - 10°

Europei
- 1935 -  3°
- 1937 - 7°
- 1946 -  1°
- 1947 -  2°
- 1951 -  2°
- 1953 - 4°
- 1955 -  2°
- 1957 -  3°
- 1959 -  2°
- 1961 - 5°
- 1963 - 10°
- 1965 - 7°
- 1967 -  2°
- 1969 -  3°
- 1971 - 5°
- 1973 - 4°
- 1975 - 6°
- 1977 -  3°
- 1979 - 4°
- 1981 -  3°
- 1983 - 10°
- 1985 -  2°
- 1987 - 8°
- 1991 - 6°

## Formazioni

### Olimpiadi
Pallacanestro ai Giochi della XI OlimpiadeČtyřoký, A. Dvořáček, L. Dvořáček, Franc, Hájek, Hloušek, Klíma, Kuhn, Moc, Picek, Prokop, Trpkoš, All. František Marek
Pallacanestro ai Giochi della XIV Olimpiade3 Chlup, 4 Drvota, 5 Kozák, 6 Krása, 7 Trpkoš, 8 Toms, 9 Benáček, 10 Křepela, 12 Kalina, 13 Ezr, 14 Bělohradský, 15 Siegel, 16 Krenický, 17 Mrázek,        All. Josef Fleischlinger
Pallacanestro ai Giochi della XV Olimpiade3 J. Baumruk, 4 Matoušek, 5 Škeřík, 6 Bobrovský, 7 Kozák, 8 Horniak, 9 Kodl, 10 Rylich, 11 Mrázek, 12 M. Baumruk, 13 Ezr, 14 Kolář, 15 Šíp, 16 Tetiva,        All. Josef Fleischlinger
Pallacanestro ai Giochi della XVII Olimpiade3 Tetiva, 4 Kinský, 5 Bobrovský, 6 B. Lukášik, 7 D. Lukášik, 8 Konvička, 9 Konečný, 10 Rylich, 11 Baumruk, 12 Pištělák, 13 Šťastný, 14 Tomášek,        All. Ivan Mrázek
Pallacanestro ai Giochi della XX Olimpiade4 Novický, 5 Douša, 6 Konopásek, 7 Pospíšil, 8 Kos, 9 Balaštík, 10 Zídek, 11 Zedníček, 12 Bobrovský, 13 Brabenec, 14 Blažek, 15 Růžička,        All. Vladimír Heger
Pallacanestro ai Giochi della XXI Olimpiade - Torneo maschile4 Ptáček, 5 Petr, 6 Konopásek, 7 Sedlák, 8 Kropilák, 9 Kantůrek, 10 Kos, 11 Pospíšil, 12 Padrta, 13 Brabenec, 14 Douša, 15 Hraška,        All. Vladimír Heger
Pallacanestro ai Giochi della XXII Olimpiade - Torneo maschile4 Skála, 5 Žáček, 6 Havlík, 7 Rajniak, 8 Kropilák, 9 Bojanovský, 10 Kos, 11 Pospíšil, 12 Klimeš, 13 Brabenec, 14 Douša, 15 Hraška,        All. Pavel Petera

### Mondiali
Campionato mondiale maschile di pallacanestro 19704 Novický, 5 Zídek, 6 Konopásek, 7 Kovář, 8 Pospíšil, 9 Voračka, 10 Mifka, 11 Zedníček, 12 Bobrovský, 13 Ammer, 14 Douša, 15 Růžička,        All. Nikolaj Ordnung
Campionato mondiale maschile di pallacanestro 19744 Skála, 5 Petr, 6 Beránek, 7 Pekárek, 8 Kos, 9 Hummel, 10 Zídek, 11 Zedníček, 12 Bobrovský, 13 Brabenec, 14 Douša, 15 Hraška,        All. Vladimír Heger
Campionato mondiale maschile di pallacanestro 19784 Havlík, 5 Petr, 6 Kotleba, 7 Ptáček, 8 Kropilák, 9 Bojanovský, 10 Kos, 11 Pospíšil, 12 Klimeš, 13 Brabenec, 14 Douša, 15 Hraška,        All. Pavel Petera
Campionato mondiale maschile di pallacanestro 19824 Skála, 5 Žuffa, 6 Havlík, 7 Rajniak, 8 Kropilák, 9 Böhm, 10 Kos, 11 Ptáček, 12 Klimeš, 13 Žáček, 14 Petr, 15 Hraška,        All. Pavel Petera

### Europei
Campionato europeo maschile di pallacanestro 1935Klíma, Picek, Moc, Franc, Voves, Čtyřoký, Feřtek, All. Čestmír Škarda
Campionato europeo maschile di pallacanestro 19373 Bartoníček, 4 Dvořáček, 5 Klíma, 6 Kozák, 7 Labohý, 8 Prokop, 9 Schöller, 10 Štorkán,        All. František Marek
Campionato europeo maschile di pallacanestro 19463 Drvota, 4 Bobocký, 5 Vondráček, 6 Šimáček, 7 Trpkoš, 8 Hluchý, 9 Hermann, 10 Křepela, 11 Dostál, 13 Ezr, 14 Nerad, 15 Stibitz, 16 Velenský, 17 Mrázek, 18 Toms,        All. František Hájek
Campionato europeo maschile di pallacanestro 19473 Drvota, 4 Bobocký, 5 Kozák, 6 Krása, 7 Trpkoš, 8 Velenský, 9 Toms, 12 Bělohradský, 13 Ezr, 14 Dostál, 15 Fráňa, 16 Vondráček, 17 Mrázek, 18 Hermann,        All. Josef Fleischlinger
Campionato europeo maschile di pallacanestro 19513 J. Baumruk, 4 Zemaník, 5 Škeřík, 6 Novák, 7 Kozák, 8 Matoušek, 9 M. Baumruk, 10 Sobota, 11 Rylich, 12 Vykydal, 15 Šíp, 16 Bobrovský, 17 Mrázek, 18 Nebuchla,        All. Josef Andrle
Campionato europeo maschile di pallacanestro 19533 Skronský, 4 Kinský, 5 Škeřík, 6 Bobrovský, 7 Kozák, 8 Horniak, 9 Stanček, 10 Rylich, 11 Mrázek, 12 Sís, 13 Baumruk, 14 Kolář, 15 Šíp, 16 Tetiva,        All. Lubomír Dobrý
Campionato europeo maschile di pallacanestro 19553 Horniak, 4 Tetiva, 5 Škeřík, 6 Bobrovský, 7 Kozák, 8 Matoušek, 9 Baumruk, 10 Rylich, 11 Mrázek, 12 Merkl, 13 Lukášik, 14 Kolář, 15 Šíp, 16 Sís,        All. Josef Fleischlinger
Campionato europeo maschile di pallacanestro 19573 Ja. Tetiva, 4 Ordnung, 5 Škeřík, 6 Bobrovský, 7 Lukášik, 8 Chocholáč, 10 Rylich, 11 Baumruk, 12 Merkl, 14 Kolář, 15 Šíp, 16 Ji. Tetiva,        All. Gustáv Hermann
Campionato europeo maschile di pallacanestro 19593 Tetiva, 4 Křivý, 5 Škeřík, 6 B. Lukášik, 7 D. Lukášik, 8 Konvička, 9 Šťastný, 10 Z. Rylich, 11 Baumruk, 14 Tomášek, 15 Šíp, 16 B. Rylich,        All. Gustáv Hermann
Campionato europeo maschile di pallacanestro 19614 Tetiva, 5 Pokorný, 6 Bobrovský, 7 Rylich, 8 Konvička, 9 Konečný, 10 Pražák, 11 Baumruk, 12 Pištělák, 13 Lodr, 14 Tomášek, 15 Marek,        All. Ladislav Krnáč
Campionato europeo maschile di pallacanestro 19634 Tetiva, 5 Zídek, 6 Lukášik, 7 Rylich, 8 Konvička, 9 Konečný, 10 Pražák, 11 Mifka, 12 Pištělák, 13 Bobrovský, 14 Tomášek, 15 Růžička,        All. Ivan Mrázek
Campionato europeo maschile di pallacanestro 19654 Hummel, 5 Šťastný, 6 Bobrovský, 7 Ammer, 8 Konvička, 9 Baroch, 10 Mifka, 11 Zedníček, 12 Pištělák, 13 Zídek, 14 Tomášek, 15 Růžička,        All. Vladimír Heger
Campionato europeo maschile di pallacanestro 19674 Marek, 5 Zídek, 6 Bobrovský, 7 Mrázek, 8 Konvička, 9 Baroch, 10 Mifka, 11 Zedníček, 12 Pištělák, 13 Ammer, 14 Tomášek, 15 Růžička,        All. Vladimír Heger
Campionato europeo maschile di pallacanestro 19694 Novický, 5 Zídek, 6 Konopásek, 7 Bobrovský, 8 Konvička, 9 Baroch, 10 Mifka, 11 Zedníček, 12 Pištělák, 13 Ammer, 14 Blažek, 15 Růžička,        All. Nikolaj Ordnung
Campionato europeo maschile di pallacanestro 19714 Novický, 5 Zídek, 6 Konopásek, 7 Pospíšil, 8 Kos, 9 Baroch, 10 Mifka, 11 Zedníček, 12 Bobrovský, 13 Brabenec, 14 Sako, 15 Růžička,        All. Nikolaj Ordnung
Campionato europeo maschile di pallacanestro 19734 Novický, 5 Petr, 6 Klíma, 7 Pospíšil, 8 Kos, 9 Balaštík, 10 Zídek, 11 Zedníček, 12 Bobrovský, 13 Brabenec, 14 Blažek, 15 Hraška,        All. Vladimír Heger
Campionato europeo maschile di pallacanestro 19754 Skála, 5 Štaud, 6 Beránek, 7 Klimeš, 8 Kropilák, 9 Kantůrek, 10 Kos, 11 Pospíšil, 12 Nečas, 13 Brabenec, 14 Douša, 15 Hraška,        All. Vladimír Heger
Campionato europeo maschile di pallacanestro 19774 Nečas, 5 Petr, 6 Konopásek, 7 Ptáček, 8 Kropilák, 9 Bojanovský, 10 Kos, 11 Pospíšil, 12 Klimeš, 13 Brabenec, 14 Douša, 15 Hraška,        All. Pavel Petera
Campionato europeo maschile di pallacanestro 19794 Skála, 5 Petr, 6 Havlík, 7 Rajniak, 8 Kropilák, 9 Böhm, 10 Kos, 11 Pospíšil, 12 Klimeš, 13 Brabenec, 14 Douša, 15 Hraška,        All. Pavel Petera
Campionato europeo maschile di pallacanestro 19814 Skála, 5 Žuffa, 6 Havlík, 7 Rajniak, 8 Kropilák, 9 Böhm, 10 Kos, 11 Sedlák, 12 Klimeš, 13 Brabenec, 14 Petr, 15 Hraška,        All. Pavel Petera
Campionato europeo maschile di pallacanestro 19834 Skála, 5 Žuffa, 6 Havlík, 7 Rajniak, 8 Kropilák, 9 Böhm, 10 Okáč, 11 Ptáček, 12 Mašura, 13 Jandák, 14 Petr, 15 Hraška,        All. Pavel Petera
Campionato europeo maschile di pallacanestro 19854 Skála, 5 Žuffa, 6 Havlík, 7 Rajniak, 8 Kropilák, 9 Böhm, 10 Okáč, 11 Vraniak, 12 Vyoral, 13 Brabenec, 14 Matický, 15 Krejčí,        All. Pavel Petera
Campionato europeo maschile di pallacanestro 19874 Skála, 5 Žuffa, 6 Havlík, 7 Rajniak, 8 Kropilák, 9 Michalko, 10 Okáč, 11 Matický, 12 Krejčí, 13 Brabenec, 14 Svitek, 15 Jelínek,        All. Pavel Petera
Campionato europeo maschile di pallacanestro 19914 Vyoral, 5 Ježdík, 6 Hrubý, 7 Michalík, 8 Bečka, 9 Michalko, 10 Okáč, 11 Svoboda, 12 Krejčí, 13 Petruška, 14 Svitek, 15 Kameník,        All. Jan Bobrovský

## Nazionali giovanili
- Selezioni giovanili della nazionale di pallacanestro della Cecoslovacchia